# Gulf Winds
Gulf Winds es el decimoctavo álbum de estudio de la cantante estadounidense Joan Báez, publicado por la compañía discográfica Portrait Records en noviembre de 1976. En su autobiografía And a Voice to Sing With, Báez comentó que las canciones fueron compuestas durante la gira Rolling Thunder Revue con Bob Dylan. Al respecto, «O Brother!» supuso una respuesta a la canción de Dylan «Oh Sister», mientras que en la canción que da título al álbum hace una recolección autobiográfica de diez minutos en la que Báez se acompaña solo de su guitarra acústica, con un sonido reminiscente de sus primeros trabajos.
En las notas que acompañan al álbum, Báez comentó: «A veces me levanto de noche y escribo una canción. A veces viene un sonido a mi cabeza cuando estoy caminando, y tengo que maquillarlo con palabras. A veces me siento en un bar de San Francisco y hago garabatos en un cuaderno que llamo "flujos de desconciencia". Cuando tengo suficientes garabatos en el cuaderno, y bastantes melodías en la cabeza, voy al estudio y hago un álbum. Es como hice éste».

## Lista de canciones
Todas las canciones compuestas por Joan Báez.
1. "Sweeter for Me" - 4:25
2. "Seabirds" - 4:32
3. "Caruso" - 3:42
4. "Still Waters at Night" - 3:01
5. "Kingdom of Childhood" - 7:51
6. "O Brother!" - 3:19
7. "Time Is Passing Us By" - 3:43
8. "Stephanie's Room" - 4:05
9. "Gulf Winds" - 10:29

## Personal
- Joan Báez: voz, guitarra acústica y piano
- Donald "Duck" Dunn: bajo
- Jim Gordon: batería
- Ray Kelly: chelo
- Jesse Ehrlich: chelo
- Larry Knechtel: piano
- Dean Parks: guitarra
- Sid Sharp: violín
- Malcolm Cecil: sintetizador

## Posición en listas
| País           | Lista         | Posición |
| -------------- | ------------- | -------- |
| Estados Unidos | Billboard 200 | 62       |